# Nœud (statique)
Pour les articles homonymes, voir Nœud.
 (signalé en mai 2025).
Si vous disposez d'ouvrages ou d'articles de référence ou si vous connaissez des sites web de qualité traitant du thème abordé ici, merci de compléter l'article en donnant les références utiles à sa vérifiabilité et en les liant à la section « Notes et références ».
- Archive Wikiwix
- Bing
- Cairn
- DuckDuckGo
- E. Universalis
- Gallica
- Google
- G. Books
- G. News
- G. Scholar
- Persée
- Qwant
- (zh) Baidu
- (ru) Yandex
- (wd) trouver des œuvres sur Wikidata

En ingénierie des structures, un nœud est le point de connexion entre les barres d'un système réticulé. Les barres peuvent être reliées entre elles de manière articulée ou rigide (de).
En statique (voir aussi Statik (Mechanik), chaque sous-système est en équilibre, donc si l'on isole un nœud, la somme de toutes les quantités de force (forces ainsi que moments) doit être nulle. 
Dans le cas des structures en treillis, une conception préliminaire est souvent basée sur une approximation des nœuds articulés, voir méthode des nœuds (de), car généralement seuls de très petits moments s'y produisent.